# Prix Paul Doistau-Émile Blutet
Der Prix Paul Doistau-Émile Blutet der Académie des sciences ist ein Wissenschaftspreis, der seit 1954 etwa alle zwei Jahre unter anderem für Mathematik und Physik verliehen wird. Er ist mit 3000 Euro dotiert (Stand 2012).
Für die Vergabe im Bereich Wissenschaftspublizistik siehe Prix Paul Doistau-Émile Blutet de l’Information Scientifique.
Der Preis wird in verschiedenen Sparten verliehen, der Mathematikpreis z. B. alle zwei Jahre seit 1954.

## Preisträger
Die Listen sind unvollständig.

### Mathematik
- 1958 Marc Krasner
- 1982 Jean-Pierre Ramis
- 1985 Dominique Foata[1]
- 1986 Pierre-Louis Lions
- 1987 Pierre Bérard[2]
- 1999 Wendelin Werner
- 2001 Hélène Esnault
- 2004 Laurent Stolovitch
- 2006 Alice Guionnet
- 2008 Isabelle Gallagher
- 2010 Yves André
- 2012 Serge Cantat
- 2014 Sébastien Boucksom[3]
- 2016 Hajer Bahouri[4]
- 2018 Colin Guillarmou[5]

### Sonstige
- 1967 Jacques Blamont[6]
- 1975 Bernard Fauconnier (für Arbeiten über Interferone)
- 1976 Martial Ducloy (Physik)[7]
- 1981 Christian Bordé[8]
- 1988 Jean-Loup Chenot (Materialwissenschaft)[9]
- 1989 Georges Pelletier[10]
- 2000 Jérôme Giraudat (Integrative Biologie)[11]
- 2000 Annie Raoult (Technik und Informatik)[12]
- 2002 Jérôme Buvier (Weltraumwissenschaften)[13]
- 2002 Gilles Francfort und Jean-Jacques Marigo (Technik und Informatik)[12]
- 2004 Marie-Claire Verdus (Integrative Biologie)[11]
- 2004 Hubert Maigre (Technik und Informatik)[12]
- 2004 Howard Cann[14]
- 2005 Mustapha Besbes (Weltraumwissenschaften)[13]
- 2006 Andreï Constantinescu (Technik und Informatik)[12]
- 2007 Jean-Pascale Cogne (Weltraumwissenschaften)[13]
- 2008 Giacomo Cavalli (Biologie)[15]
- 2008 Hélène Barbier-Brygoo (Integrative Biologie)[11]
- 2008 Pierre Comte (Technik und Informatik)[12]
- 2008 Francis Gires[16]
- 2009 Hasnaa Chennaoui-Aoudjehane (Weltraumwissenschaften)[13]
- 2010 Nicolas Triantafyllidis (Technik und Informatik)[12]
- 2011 Henri-Claude Nataf (Weltraumwissenschaften)[13]
- 2012 Michel Werner (Biologie)[15]
- 2012 Olivier Hamant (Integrative Biologie)[11][17]
- 2012 Élisabeth Guazzelli (Technik und Informatik)[17][12]
- 2012 Michel Werner (Biologie)[17]
- 2013 Jean-François Cardoso (Weltraumwissenschaften)[18][13]
- 2014 Jacques Magnaudet (Technik und Informatik)[3]
- 2015 Véronique Lazarus (Technik und Informatik)[19]
- 2019 Bruno Sicardy (Weltraumwissenschaften)[20]
- 2019 Denis Sipp (Aerodynamik)[21]
- 2023 Hervé Le Guyader (Wissenschaftsgeschichte)[22]